# Riya (nom commun)
Vous pouvez aider à l'améliorer ou bien discuter des problèmes sur sa page de discussion.
- Certaines informations devraient être mieux reliées aux sources mentionnées dans la bibliographie ou les liens externes. Améliorez sa vérifiabilité en les associant par des références. (Marqué depuis décembre 2024)
- Son texte doit être wikifié : il ne correspond pas à la mise en forme Wikipédia (style, typographie, liens internes, liens entre les wikis, etc.). (Marqué depuis décembre 2024)
- Il contient des liens externes. Selon les recommandations sur l'usage des liens externes, il ne devrait pas y en avoir dans le corps de l'article. Il est souhaitable, si cela présente un intérêt, de citer ces liens comme sources et de les enlever du corps de l'article, ou bien de les placer en bas de page dans une section dédiée. (Marqué depuis décembre 2024)

Riya (arabe : رِياء) désigne l'ostentation dans la pratique religieuse, c'est-à-dire l'acte de faire des œuvres pieuses ou des actions de dévotion dans le but d'être vu et apprécié par les autres, plutôt que de les faire pour plaire à Allah. Le terme provient de la racine arabe "R-Y-A", qui signifie « montrer » ou « exhiber ». Dans le contexte islamique, il désigne spécifiquement l'intention de rechercher la reconnaissance humaine à travers des actes de dévotion, qui doivent idéalement être accomplis pour la satisfaction exclusive de Dieu.

## Contexte religieux
Dans l'Islam, l'intention (niyyah) joue un rôle fondamental dans la validité des actions, et les croyants sont encouragés à accomplir leurs actes de culte, tels que la prière (salat), le jeûne (sawm), la charité (zakat) et autres bonnes actions, dans un esprit de sincérité envers Allah. Le Riya est un acte contraire à cet idéal de pureté d'intention et de dévotion authentique. Le Coran et les hadiths (enseignements du Prophète Muhammad) condamnent fermement l'ostentation, soulignant que toute action religieuse accomplie pour des motifs autres que la recherche de l'agrément divin est dénuée de valeur spirituelle.

## Riya dans le Coran
Le concept de Riya est mentionné dans le Coran, notamment dans la Sourate Al-Baqara (2:264), qui avertit les croyants contre les actes de charité réalisés pour se faire remarquer :
« Ô vous qui avez cru ! Ne rendez pas vos aumônes vaines par des paroles blessantes ou de l'ostentation, comme celui qui dépense son bien pour être vu des hommes. » (Sourate Al-Baqara, 2:264)
De même, dans la Sourate Al-Munafiqun (63:1), les hypocrites sont décrits comme des personnes qui affichent une foi extérieure, mais qui ne croient pas sincèrement dans leur cœur :
« Les hypocrites pensent qu'ils trompent Allah, mais c'est Allah qui les trompe. » (Sourate Al-Munafiqun, 63:1)
Ces versets soulignent l'importance de l'intégrité et de la sincérité dans les actions religieuses, en insistant sur le fait que Dieu seul connaît les véritables intentions.

## Riya dans les Hadiths
Les hadiths du Prophète Muhammad (paix et bénédictions sur lui) fournissent de nombreuses références sur la manière de se prémunir contre l'ostentation. Un hadith rapporté par l'imam Muslim met en garde contre le fait de chercher des éloges humains à travers des actes religieux :
« Le premier groupe de personnes jugé sur le Jour du Jugement sera un martyr, un savant et un généreux donateur. Le martyr dira : ‘O Allah ! J'ai combattu pour Ta cause jusqu'à ce que je sois tué.’ Allah lui répondra : ‘Tu as menti ; tu as combattu pour être appelé courageux et cela a été dit.’ Ensuite, il sera tiré sur son visage et jeté dans l'Enfer. » (Sahih Muslim)
Ce hadith met en lumière le danger de chercher la reconnaissance humaine à travers des actions, qui doivent être faites uniquement pour la satisfaction de Dieu. L'ostentation peut annuler la récompense spirituelle des actes de dévotion, les rendant vains aux yeux d'Allah.

## La psychologie de l'ostentation dans le contexte islamique
Le Riya n'est pas seulement un phénomène extérieur; il a également une dimension psychologique. En Islam, l'intention (niyyah) est au cœur de chaque action. L'ostentation peut découler de désirs internes tels que l'orgueil, le désir de reconnaissance ou la peur du jugement social. Ces aspects psychologiques sont profondément liés à l'âme et à l'attitude spirituelle de l'individu. Le Riya reflète ainsi une déviation intérieure qui affecte la sincérité de la foi.
Des études modernes sur la psychologie de la religiosité peuvent être appliquées pour comprendre le phénomène du Riya sous un angle plus profond, en étudiant la relation entre l'ego humain et la spiritualité authentique.

## Les Types de Riya
Le Riya peut se manifester sous plusieurs formes, et il existe différentes nuances dans la manière dont il se manifeste :
Riya visible dans les actes de culte : Cela inclut la prière, le jeûne, la lecture du Coran et d'autres formes d'adoration exécutées pour être vues par les autres, plutôt que par dévotion à Allah.
Riya dans les œuvres charitables : L'ostentation dans les dons de charité, où la personne donne pour obtenir des éloges ou pour attirer l'attention, plutôt que pour aider sincèrement les nécessiteux.
Riya dans le comportement social : Cela inclut l'adoption de comportements vertueux en public, mais ne les appliquent pas dans la vie privée ou dans les moments où l'on est seul, ce qui révèle une dissonance entre l'image publique et la réalité privée.

## Prévenir le Riya
L'Islam encourage les croyants à cultiver une intention pure dans toutes leurs actions, en cherchant à se rapprocher d'Allah et en étant conscients de Sa présence constante. Quelques principes sont recommandés pour éviter le Riya :
- Vigilance sur l'intention : Le croyant doit constamment vérifier ses intentions avant de poser des actes religieux ou d'adoration. Cela inclut la réflexion sur le fait de pratiquer des actions pour Allah et non pour obtenir des éloges humains.
- L'humilité : L'Islam enseigne l'humilité et le rejet de la vanité. Un musulman est encouragé à agir avec modestie et à ne pas chercher à se mettre en avant.
- Prise de distance par rapport à l'orgueil : Le musulman doit se protéger de l'orgueil et de la recherche excessive de l'approbation des autres. La sincérité doit primer sur la recherche de reconnaissance sociale.
- Recherche du secret dans les bonnes actions : Le Prophète Muhammad (paix et bénédictions sur lui) a encouragé les croyants à effectuer des actes de charité en secret, afin d'éviter toute forme de démonstration ostentatoire.